# Friedrich von Zollern
Friedrich von Zollern (* vor 1325; † vor dem 21. Februar 1368) war Fürstbischof von Regensburg von 1340 bis 1365.

## Herkunft
Friedrich von Zollern stammte von den fränkischen Zollern, die Burggrafen von Nürnberg waren. Seine Eltern waren Friedrich IV. und Margarete von Kärnten. Der Vater von Margarethe war Albrecht von Kärnten († 1292). Während sein Bruder Johann seinem Vater als Burggraf nachfolgte, wurde sein Bruder Berthold Bischof von Eichstätt. Dies bedeutete eine erhebliche Zunahme des Einflusses südlich der Burggrafschaft.

## Bischof von Regensburg
Friedrich von Zollern war Propst von St. Gumbertus in Ansbach. Die Wahl des Nachfolgers von Bischof Nikolaus von Ybbs führte zu einem Schisma. Die Mehrheit des Domkapitels entschied sich für Friedrich von Zollern, eine Minderheit für Heinrich III. von Stein und eine andere Minderheit für Hiltpolt von Haimberg, der aber sofort freiwillig verzichtete.
Während Friedrich von Zollern auf die Unterstützung des Regensburger Rates und des Papstes setzen konnte, hatte Heinrich III. als Gegenbischof Kaiser Ludwig dem Bayern und die Mehrheit der Ministerialen hinter sich. Beide Bischöfe versuchten in den folgenden Jahren Einfluss im Hochstift auszuüben und waren dazu verleitet Schulden und Verpfändungen vorzunehmen, wo immer sie in dieser unsicheren Konstellation entsprechende Partner fanden. Donaustauf wurde von Friedrich beispielsweise an den dortigen Pfleger verpfändet, während es Heinrich III. gelang, die Burg einzunehmen, wobei er in der Folge in Gefangenschaft geriet, aber mit Hilfe des Kaisers wieder losgekauft werden konnte. Das Kloster Weltenburg ließ sich vorsichtshalber Rechte von beiden Bischöfen bestätigen. Das Hochstift war damit finanziell ruiniert. Schließlich verzichtete Heinrich III. 1345 auf die Bischofswürde und zog sich nach Eichstätt zurück, wo er ein Jahr später verstarb. Der Kaiser stellte keinen neuen Gegenbischof auf, sondern akzeptierte Friedrich von Zollern.
Aufruhr beim Domkapitel erregte der Verkauf von Burg Donaustauf an Kaiser Karl IV., der als böhmischer König seine Position in Bayern festigen wollte. Die Burg verblieb immerhin als sein Pfand.
1349 wütete im Bistum die Pest, die dazu führte, dass in kleineren Dörfern die Bevölkerung völlig ausstarb.